# Онтаріо (Вісконсин)
Онтаріо (англ. Ontario) — селище (англ. village) в США, в окрузі Вернон штату Вісконсин. Населення — 534 особи (2020).

## Географія
Онтаріо розташоване за координатами 43°43′19″ пн. ш. 90°35′36″ зх. д. / 43.72194° пн. ш. 90.59333° зх. д. (43.721919, -90.593219).  За даними Бюро перепису населення США в 2010 році селище мало площу 2,61 км², з яких 2,59 км² — суходіл та 0,02 км² — водойми.

## Демографія
Згідно з переписом 2010 року, у селищі мешкали 554 особи в 210 домогосподарствах у складі 135 родин. Густота населення становила 212 осіб/км².  Було 253 помешкання (97/км²).
Расовий склад населення:
| - 88,3 % — білих - 1,3 % — корінних американців - 1,1 % — азіатів - 7,8 % — осіб інших рас |

До двох чи більше рас належало 1,6 %. Частка іспаномовних становила 14,8 % від усіх жителів.
За віковим діапазоном населення розподілялося таким чином: 31,9 % — особи молодші 18 років, 50,6 % — особи у віці 18—64 років, 17,5 % — особи у віці 65 років та старші. Медіана віку мешканця становила 31,5 року. На 100 осіб жіночої статі у селищі припадало 91,7 чоловіків;  на 100 жінок у віці від 18 років та старших — 86,6 чоловіків також старших 18 років.
Середній дохід на одне домашнє господарство  становив 39 758 доларів США (медіана — 30 833), а середній дохід на одну сім'ю — 46 387 доларів (медіана — 45 750). Медіана доходів становила 31 953 долари для чоловіків та 25 625 доларів для жінок. За межею бідності перебувало 28,1 % осіб, у тому числі 38,4 % дітей у віці до 18 років та 21,4 % осіб у віці 65 років та старших.
Цивільне працевлаштоване населення становило 184 особи. Основні галузі зайнятості: виробництво — 21,2 %, сільське господарство, лісництво, риболовля — 17,4 %, освіта, охорона здоров'я та соціальна допомога — 12,0 %, оптова торгівля — 8,2 %.